# Moiré cantabrique
Pour les articles homonymes, voir Moiré.
Erebia lefebvrei
Espèce
Statut de conservation UICN

 LC  : Préoccupation mineure
Le Moiré cantabrique ou Moiré de Lefèbvre (Erebia lefebvrei) est un lépidoptère appartenant à la famille des Nymphalidae, à la sous-famille des Satyrinae et au genre Erebia.

## Dénomination
Erebia lefebvrei a été nommé et décrit par Jean-Baptiste Alphonse Dechauffour de Boisduval en 1828 sous le protonyme Satyrus lefebvrei en l'honneur d'Alexandre Louis Lefebvre qui a récolté, dans les Pyrénées, le spécimen ayant servi à la description originale.
Synonymes : Erebia astur Oberthür, 1884 ; Erebia pyrenaea Oberthür, 1884 ;

### Publication originale
- Boisduval, J. A. 1828 [1829]. Europaeorum Lepidopterorum index methodicus. Vol. 1, 103 pages, Paris. (p.25)

### Noms vernaculaires
Le Moiré cantabrique ou Moiré de Lefèbvre se nomme Lefèbvre's Ringlet en anglais.

### Sous-espèces
- Erebia lefebvrei astur (Oberthur) à dessins très réduits
- Erebia lefebvrei pyrenaea (Oberthur) dans les Pyrénées-Atlantiques.

## Description
Le Moiré cantabrique  est un petit papillon de couleur marron presque noir pour le mâle, marron foncé pour la femelle, avec aux antérieures une discrète bande postdiscoidale cuivre, entrecoupée par les nervures. Elle porte plusieurs ocelles noirs pupillés de blanc dont deux à l'apex. Aux postérieure la ligne de petits ocelles noirs pupillés de blanc est proche de la marge.

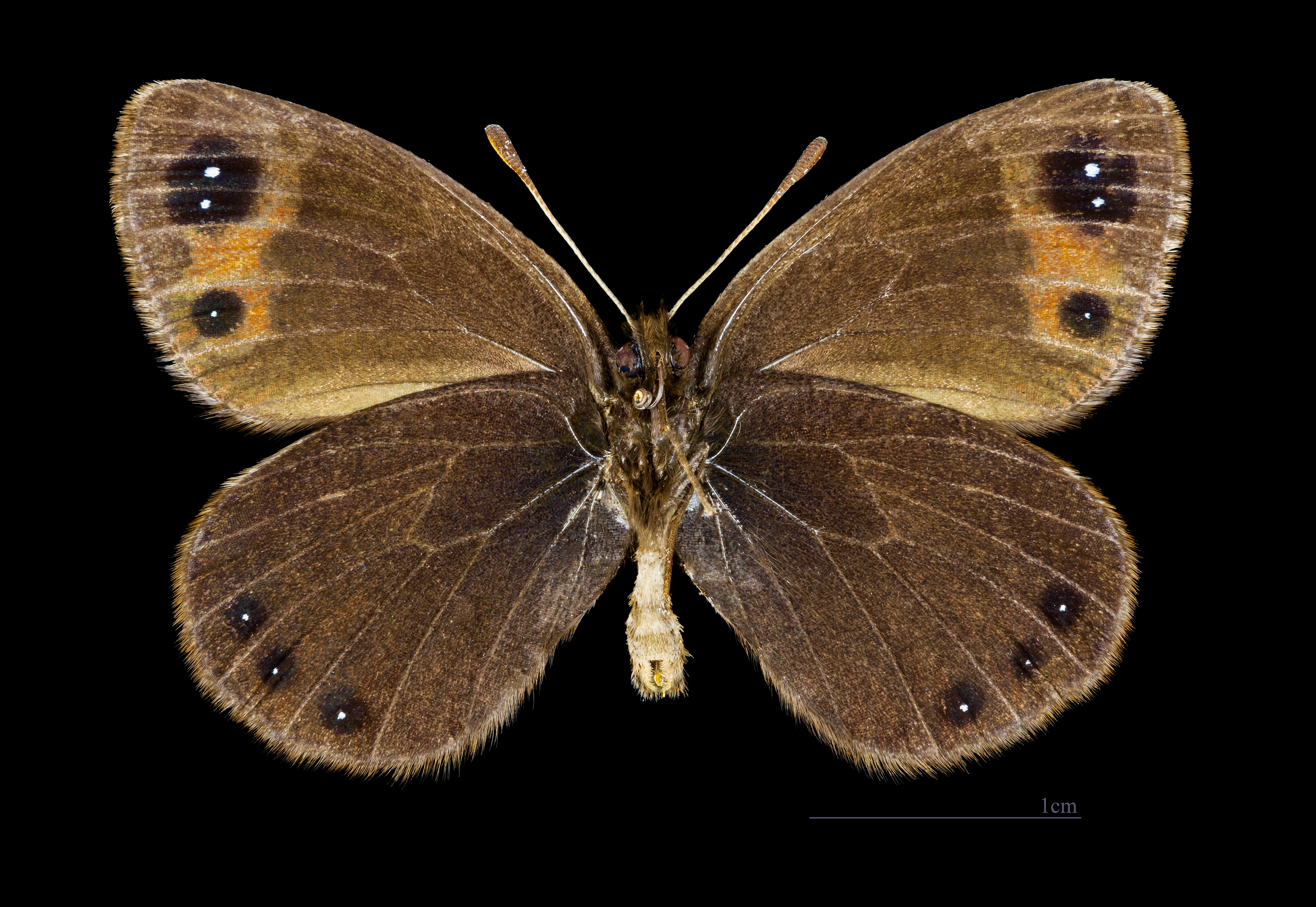
Erebia lefebvrei
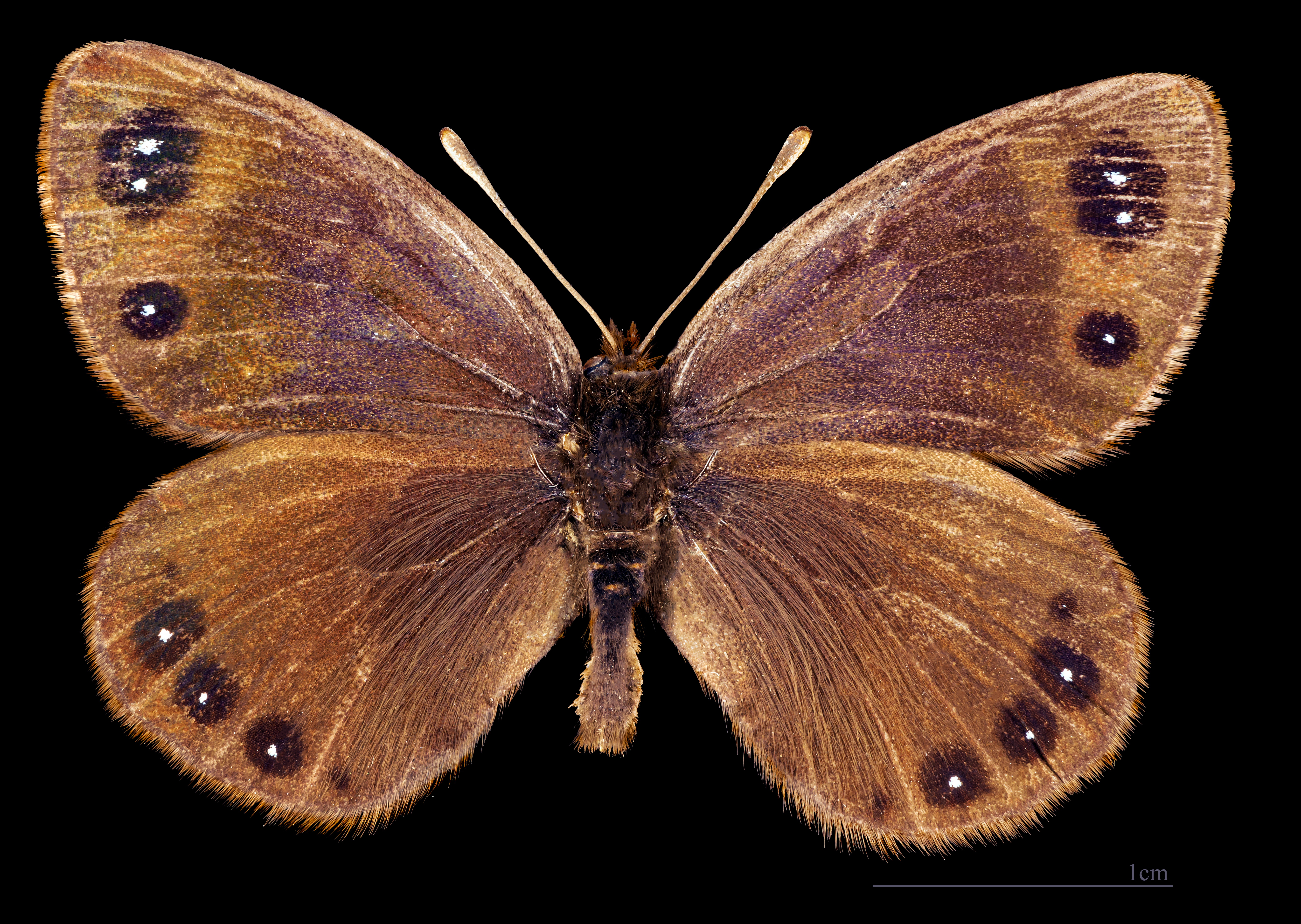
Erebia lefebvrei △

## Biologie

### Période de vol et hivernation
Il vole de fin juin à fin août en une génération.

### Plantes hôtes
Les plantes hôtes sont des graminées, fétuques et pâturins .

## Écologie et distribution
Il est présent en deux petits isolats un en Sierra Demanda dans les Monts Cantabriques en Espagne, l'autre dans les Pyrénées en Espagne et France.
En France il est présent dans les cinq départements des Pyrénées, Pyrénées-Atlantiques, Hautes-Pyrénées, Haute-Garonne,Ariège et Pyrénées-Orientales

### Biotope
Il réside sur les pentes rocheuses et les éboulis calcaires.

### Protection
Pas de statut de protection particulier.